# Kombat (fotografía)

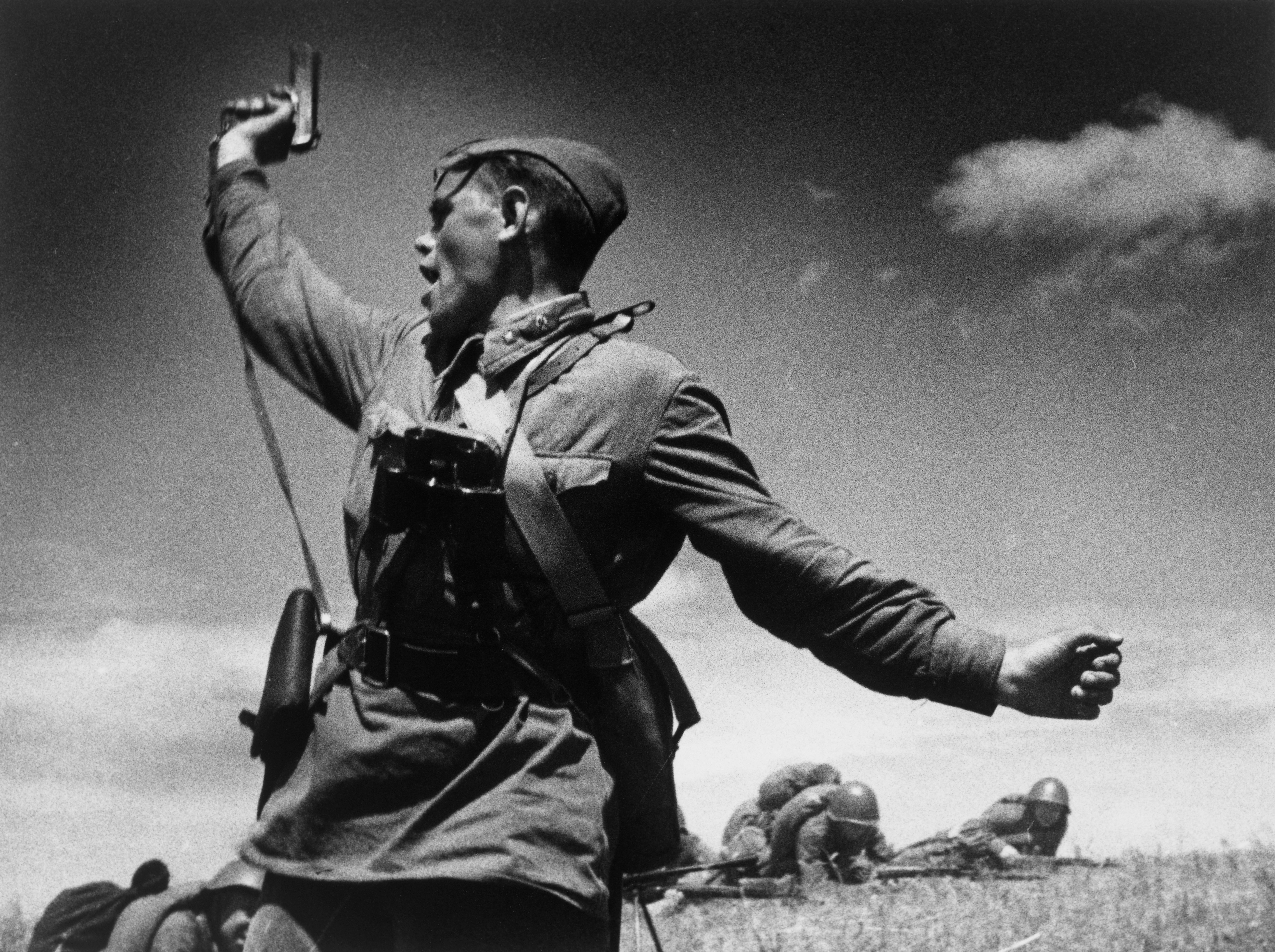
La histórica fotografía Kombat de Maks Álpert.

Kombat (en ruso, комбат, contracción de командир батальона, comandante de batallón) es una famosa fotografía de la Segunda Guerra Mundial hecha por el fotógrafo soviético Maks Álpert.
La fotografía muestra a un oficial del Ejército Rojo, arengando a los soldados a la batalla, unos minutos antes de su muerte. «Kombat» es una de las fotos más impactantes y expresivas del conflicto. Su título alude a un rango militar de ese ejército, kombat («comandante de batallón»), equivalente al de capitán.

## La toma de la fotografía
La fotografía fue tomada 12 de julio de 1942 en Lugansk (en ese momento llamado Voroshilovgrado) en zona de operaciones militares, que implicaban el 220.º Regimiento de Infantería de la 4ª División de Infantería, que en aquellos días, llevaba a cabo sangrientas batallas defensivas contra enemigos muy superiores. La fotografía fue tomada en un campo cerca del pueblo de Horoshy, entre los ríos Lugán y Lozová.
El fotógrafo tomó una posición en la trinchera, justo por delante de la línea defensiva. En ese momento, los nazis comenzaron el ataque con bombardeo de artillería. Álpert vio al oficial y se levantó de inmediato para tomar una foto. Luego, un fragmento rompió la lente de la cámara. Un rato después, el corresponsal oyó que el kombat había muerto. Aunque en ese momento no pudo enterarse del nombre del oficial, esa información le sirvió para titular la imagen.

## Usos de la imagen
- Cerca de la carretera Lugansk-Donetsk, en las cercanías del lugar donde fue tomada la histórica foto, hay un monumento en honor al Kombat, que replica su pose.
- La foto Kombat es parte del emblema del Escuela Superior Político Militar de Donetsk.
- La imagen fue utilizada en un sello postal de la República del Congo en 1985.[2]

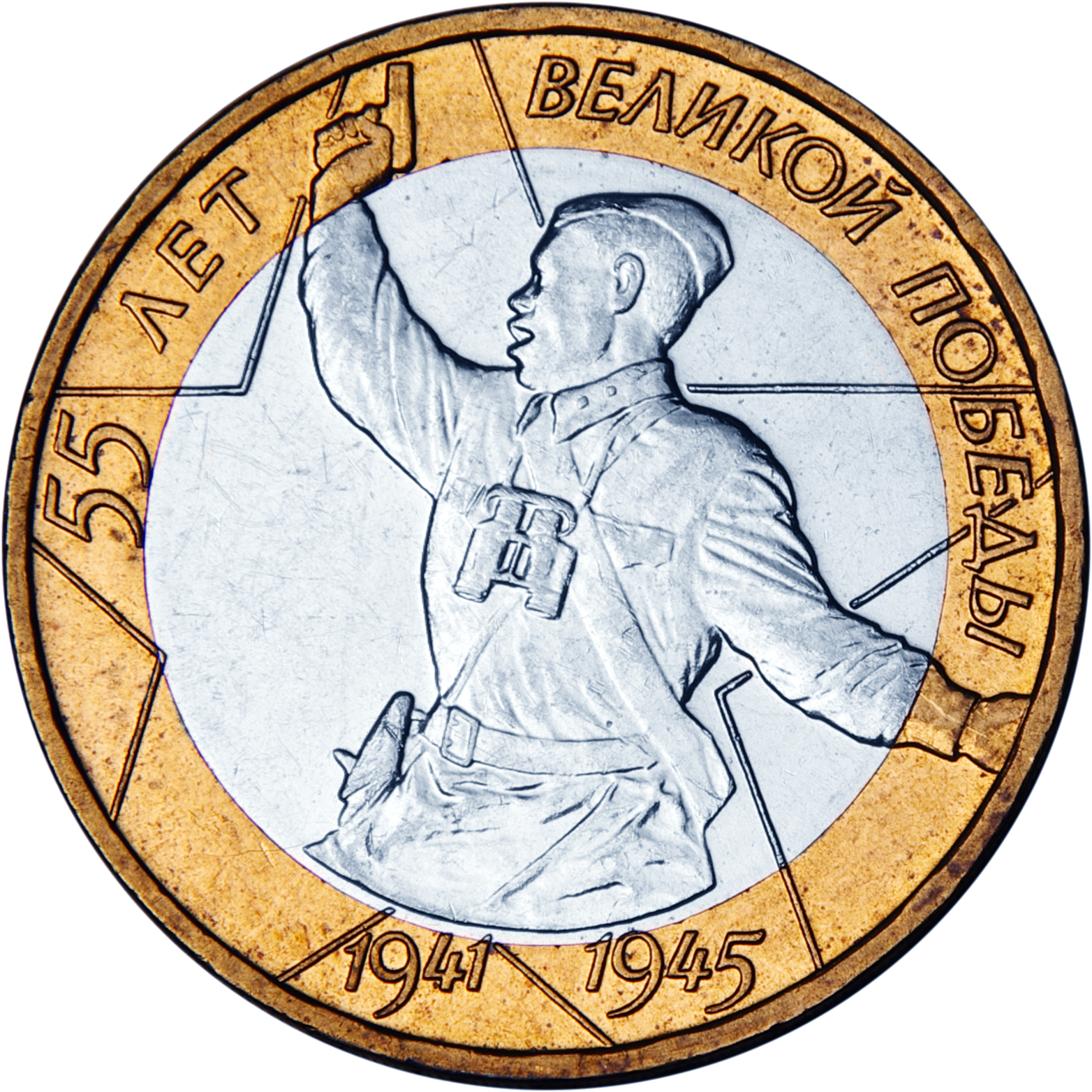
Reverso de una moneda de 10 rublos rusos de 2000.